# Egeno II di Konradsburg
Egeno II di Konradsburg (o Conradsburg), detto il Giovane (fl. XI secolo) fu un cavaliere libero (Edelfrei) di Konradsburg, nel nord-est della regione di Harz, nella Germania centrale, vicino a Ermsleben.

## Biografia
Egeno II potrebbe essere stato il figlio o nipote di Egeno I di Konradsburg. Intorno al 1080 (dopo il 1076, prima del 1083) Egeno II uccise il conte Adalberto II di Ballenstedt dalla dinastia Ascanide a Westdorf, vicino a Aschersleben. Adalberto era il vogt di Nienburg e Hagenrode ed era stato imprigionato dal 1075 al 1077.  
Le ragioni dell'omicidio non sono chiare. Potrebbero esserci stati motivi politici o Egeno potrebbe aver acquisito terre ascane durante il periodo di prigionia di Adalberto, scatenando una faida. Egeno fu costretto a rinunciare al seggio di famiglia di Konradsburg per espiare l'omicidio e il castello fu trasformato in un monastero benedettino o agostiniano. Secondo la leggenda, la croce di pietra di Westdorf ricorda il crimine. 
Dal 1115 i signori di Konradsburg distrussero il vecchio castello di Falkenstein e costruirono il nuovo castello di Falkenstein, dove il Sachsenspiegel fu probabilmente scritta cento anni dopo per conto del conte Hoyer di Falkenstein. Nel 1142 i signori di Konradsburg vengono chiamati per l'ultima volta "di Konradsburg", usando da allora "di Falkenstein". 